# HDK-Valand
HDK-Valand – Högskolan för konst och design är sedan 1 januari 2020 högskolan för konst och design vid Göteborgs universitet. Högskolan erbjuder elva kandidatprogram inom design, film, fotografi, fri konst, konsthantverk, litterär gestaltning och lärarutbildning i bild och slöjd, där tre program ges på HDK-Valand Campus Steneby
i Dals Långed och övriga i Göteborg. Högskolan bildades genom en sammanslagning av Högskolan för design och konsthantverk (HDK) och Akademin Valand, där den senare i sin tur bildades 2012 genom en sammanslagning av Filmhögskolan, Högskolan för fotografi, Konsthögskolan Valand och Litterär gestaltning.